# Іванове
Іванове (Іваново, до 1465 року — Порхове, до 1939 року — Янів (біл. Я́наў), біл. Іванава, пол. Janów або Janów Poleski, івр. יאנוב/ינוב על יד פינסק) — місто в Білорусі, адміністративний центр Іванівського району Берестейської області. Залізнична станція Янів-Поліський на лінії Берестя — Пінськ. Місто належить до української етнічної території та є частиною Берестейщини.

## Географія

### Клімат
Клімат у населеному пункті вологий континентальний («Dfb» за класифікацією кліматів Кеппена). Опадів 598 мм на рік. Найменша кількість опадів спостерігається в лютому й сягає у середньому 28 мм. Найбільша кількість опадів випадає в червні — близько 81 мм. Різниця в опадах між сухими та вологими місяцями становить 53 мм. Пересічна температура січня — -5,4 °C, липня — 18,3 °C. Річна амплітуда температур становить 23,7 °C.
| Клімат                            | Клімат | Клімат | Клімат | Клімат | Клімат | Клімат | Клімат | Клімат | Клімат | Клімат | Клімат | Клімат | Клімат |
| Показник                          | Січ.   | Лют.   | Бер.   | Квіт.  | Трав.  | Черв.  | Лип.   | Серп.  | Вер.   | Жовт.  | Лист.  | Груд.  | Рік    |
| Середній максимум, °C             | −2,4   | −1,1   | 3,7    | 12,3   | 19,0   | 22,4   | 23,7   | 22,9   | 18,1   | 11,7   | 4,8    | 0,0    | 11,3   |
| Середня температура, °C           | −5,4   | −4,3   | 0,0    | 7,4    | 13,4   | 17,0   | 18,3   | 17,4   | 13,2   | 7,7    | 2,3    | −2,5   | 7,0    |
| Середній мінімум, °C              | −8,3   | −7,4   | −3,7   | 2,6    | 7,9    | 11,6   | 12,9   | 12,0   | 8,3    | 3,8    | −0,1   | −5     | 2,9    |
| Норма опадів, мм                  | 36     | 28     | 30     | 40     | 56     | 81     | 78     | 64     | 56     | 45     | 42     | 42     | 598    |
| --------------------------------- | ------ | ------ | ------ | ------ | ------ | ------ | ------ | ------ | ------ | ------ | ------ | ------ | ------ |
| Джерело: Climate-Data.org (англ.) |        |        |        |        |        |        |        |        |        |        |        |        |        |

## Історія
Іванове відоме з 14 століття як село Порхово. У 1423 році Володислав II Ягайло подарував його Луцькому кафедральному костелу. Поселення отримує статус містечка, а в 1465 році луцький єпископ Ян Ласович (Йоан Лосович) (1463–1468) перетворив Порхово в місто, надавши йому своє ім'я. З тих пір Янів стає другого резиденцією луцьких єпископів, багато з яких тут і поховані.
До кінця 18 століття воно входить до складу Речі Посполитої. У 1648—1660 роках місто було одним з осередків антишляхетської боротьби на Поліссі. Під час козацьких воєн 16 травня 1657 року тут був схоплений козаками загону Антіна Ждановича, і закатований Анджей Бобола.
Місто приєднано до Російської імперії в 1795 році під час третього поділу Ресі Посполитої. У часи входження до Російської імперії належав до Кобринського повіту. В 19 столітті місто не розвивалося, переважно через близькість значно більшого за чисельністю населення Пінська. В кінці 19 століття тут жило близько 3000 жителів, у основному селяни та працівники місцевих дрібних текстильних цехів.
У 19 столітті Янів відноситься до Кобринського повіту. У період між 1915 і 1918 роками місто перебувало під контролем кайзерівської Німеччини. У 1918—1919 роках входив до складу УНР. У 1919 році потрапило під владу Польщі. Під час польсько-більшовицької війни Янів в період з липня по жовтень 1920 року займали більшовицькі війська.
У 1921–1939 роках містечко, як і інші населені пункти Західної Білорусі, перебуває у складі Польщі. Після 1919 року в місті діяли філії «Просвіти» та ОУН що належало до Пінського надрайону "Степ" - провідник — «Вірний».. У 1926 році Янів був пов'язаний із світом збудованою залізницею. Однак це не призвело до швидкого розвитку економіки, як в інших регіонах Польщі. В 1939 році тут були збройні заворушення місцевого єврейського населення проти польської армії і в підтримку вторгнення радянських військ.
У 1939 році Янів включено до складу БРСР. У 1940 році стає центром району в статусі смт під назвою Іваново.
Під час Другої світової війни 27 червня 1941 року містечко зайнято нацистськими військами. Поблизу Іванового були активними українські військові організації «Поліське лозове козацтво» та загін «Вовки». В ході окупації в районі загинуло 8,8 тисяч чоловік, більшість євреїв містечка були знищені. 22 січня 1943 30 місцевих поляків були вбиті в пінській в'язниці за дії проти гестапо. В липні 1944 року місто зайнято радянською 61-ї армією і було знову приєднано до Білоруської РСР у складі СРСР.
До 1954 року входило до складу Пинської області, потім — до Берестейської. Центр району у період з 1954 по 1962 і потім з 1965. З березня 1971 року Іваново знов отримало статус міста.
З 1991 року в незалежній Білорусі.

## Населення
За переписом населення Білорусі 2009 року чисельність населення міста становила 16 086 осіб.

### Національність
Розподіл населення за рідною національністю за даними перепису 2009 року:
| Національність                | Осіб  | Відсоток |
| ----------------------------- | ----- | -------- |
| білоруси                      | 15386 | 95,65 %  |
| росіяни                       | 379   | 2,36 %   |
| українці                      | 254   | 1,58 %   |
| поляки                        | 28    | 0,17 %   |
| національність не вказана     | 13    | 0,08 %   |
| татари                        | 5     | 0,03 %   |
| азербайджанці                 | 3     | 0,02 %   |
| латиші                        | 3     | 0,02 %   |
| марійці                       | 3     | 0,02 %   |
| євреї                         | 2     | 0,01 %   |
| мордва                        | 2     | 0,01 %   |
| вірмени                       | 1     | 0,01 %   |
| молдовани                     | 1     | 0,01 %   |
| китайці                       | 1     | 0,01 %   |
| араби                         | 1     | 0,01 %   |
| корейці                       | 1     | 0,01 %   |
| карели                        | 1     | 0,01 %   |
| кабардинці                    | 1     | 0,01 %   |
| національність не повідомлена | 1     | 0,01 %   |
| Разом                         | 16086 | 100 %    |

## Економіка
Підприємства харчової, деревообробної промисловості, будівельних матеріалів.
- ВАТ «Белсолод»
- ВАТ «Мекасан»
- Філія «Яновського районного споживчого товариства „Мариля“»
- ВАТ «Яновський райагросервіс»

## Соціальна сфера

### Освіта
В Іваново працюють:
- гімназія
- 3 середні школи
- музична школа
- дитячо-юнацька спортивна школа
- 6 дошкільних установ

### Медицина
Медичні послуги надає міська поліклініка.

### Культура
Діють 3 бібліотеки, будинок творчості дітей та юнацтва. Працює Іванівський музей історії створення району. Через місто проходить туристичний маршрут «Розсип талантів поліських».

## Пам'ятки архітектури
- Костел Воздвиження Хреста Господнього (1848)
- Церква Покрови Пресвятої Богородиці (1901)

### Втрачена спадщина
- Каплиця святого Андрія Баболі
- Костел Воздвиження Хреста Господнього (18 століття)

## Пам'ятники міста
- Пам'ятник Наполеону Орді
- Пам'ятник Леніну
- Пам'ятник святому Андрію Боболі
- Пам'ятник учасникам відвоювання міста під час німецько-радянської війни

## Відомі люди
- Наполеон Орда — художник, похований тут.

## Галерея

Місто на старих фотографіях
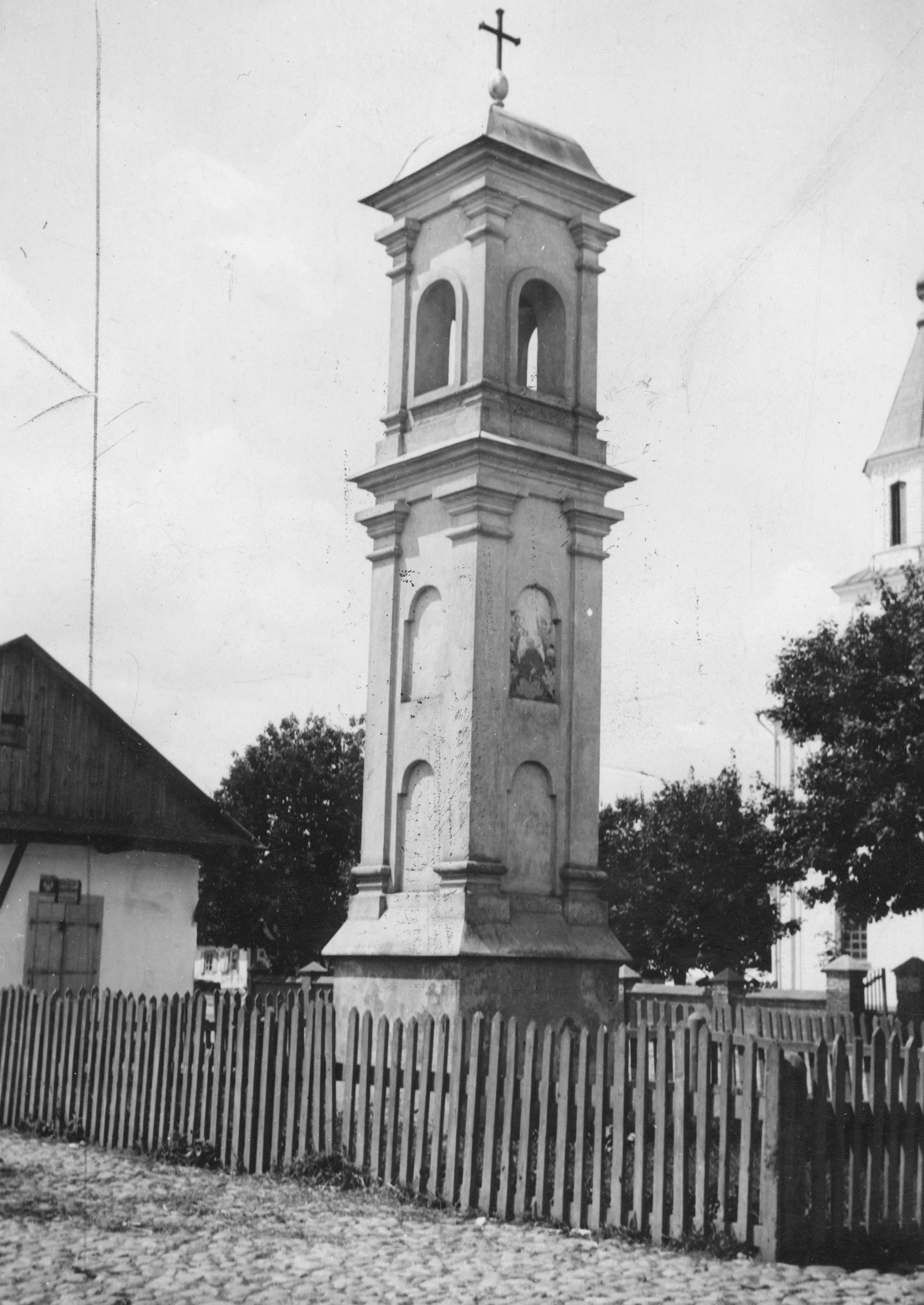
Каплиця святого Андрія Боболі
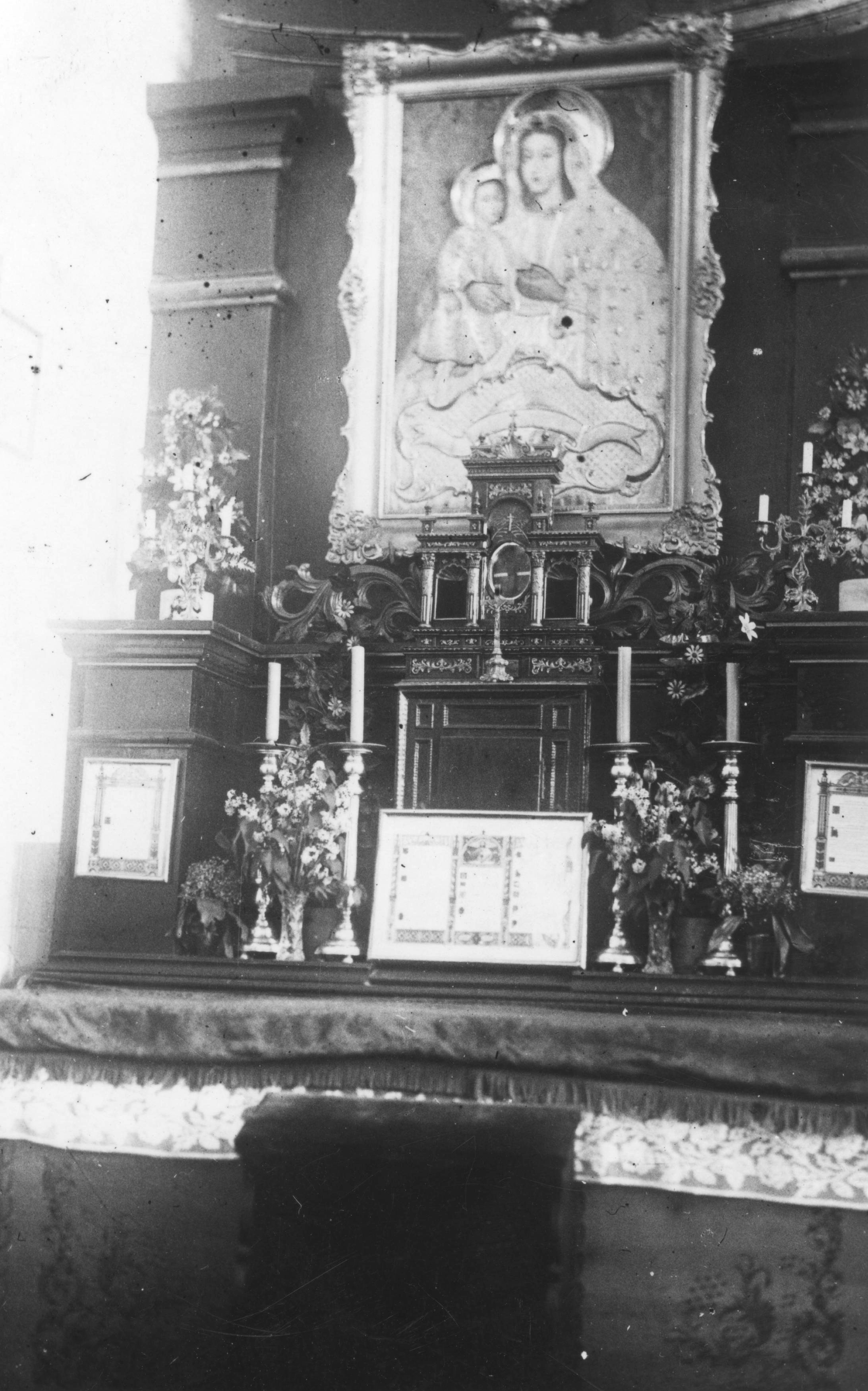
Вівтар з реліквіями святого Андрія Боболі
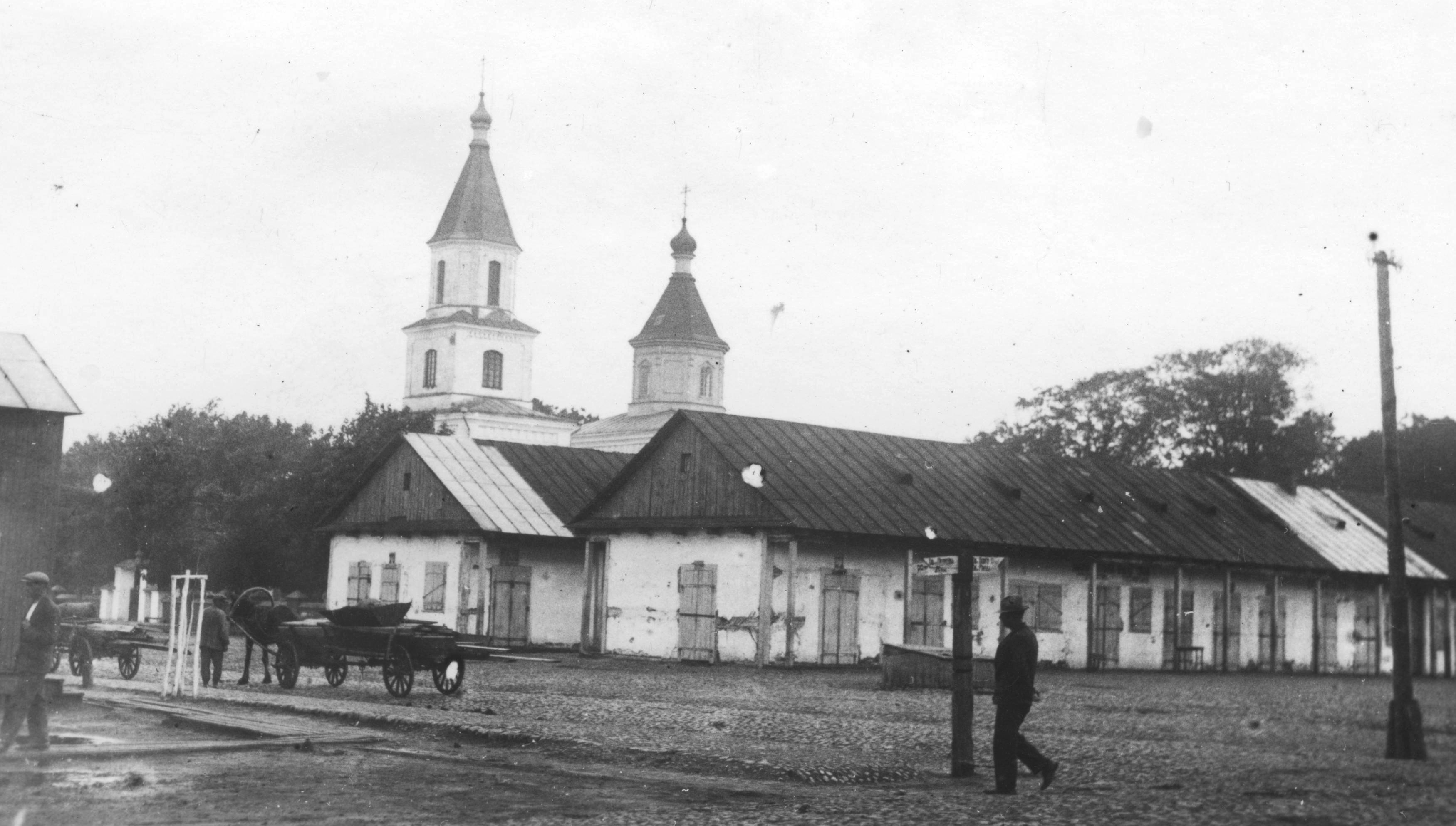
Церква
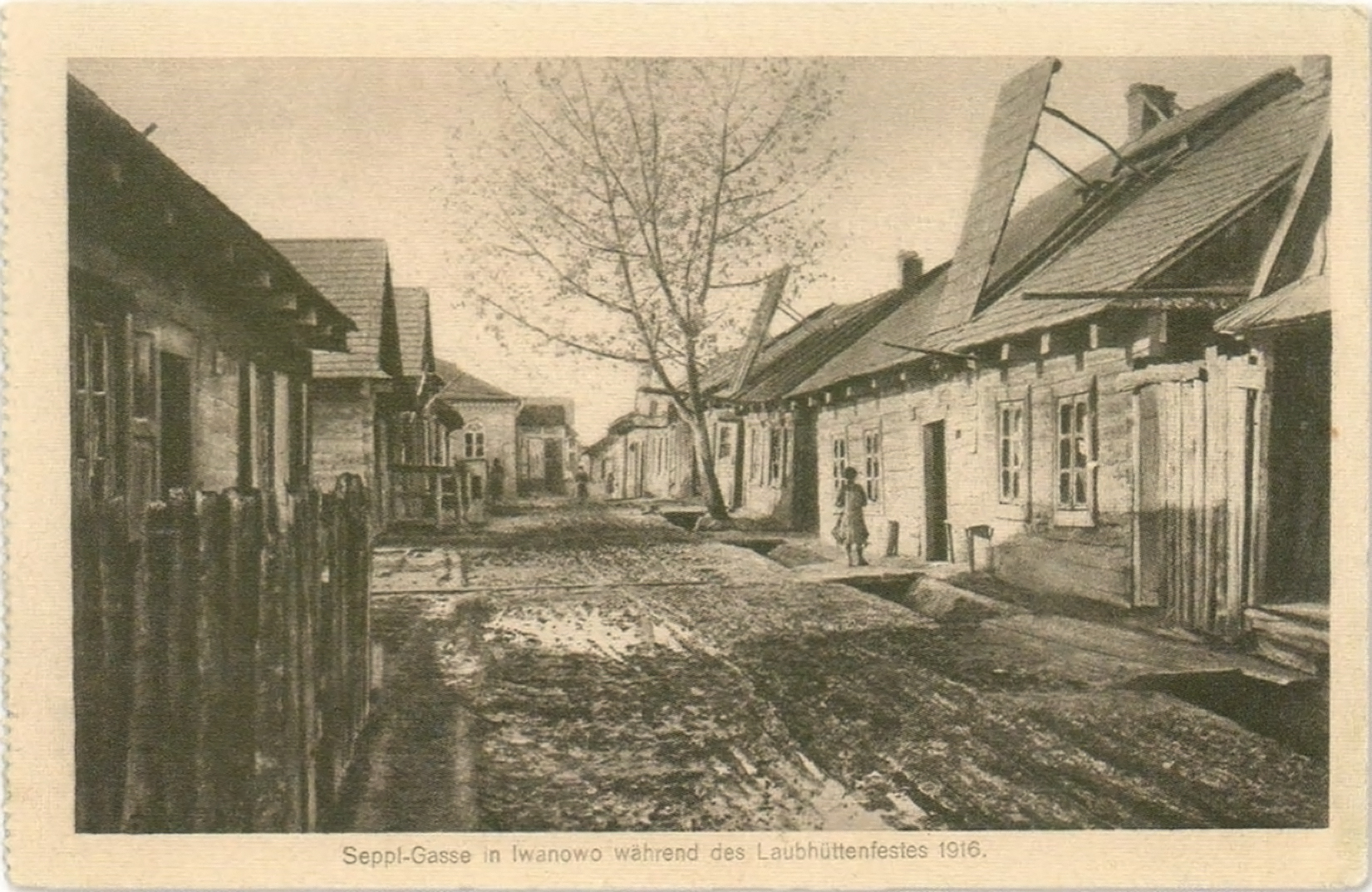
Вулиця містечка, праворуч синагога

Сучасне Іванове
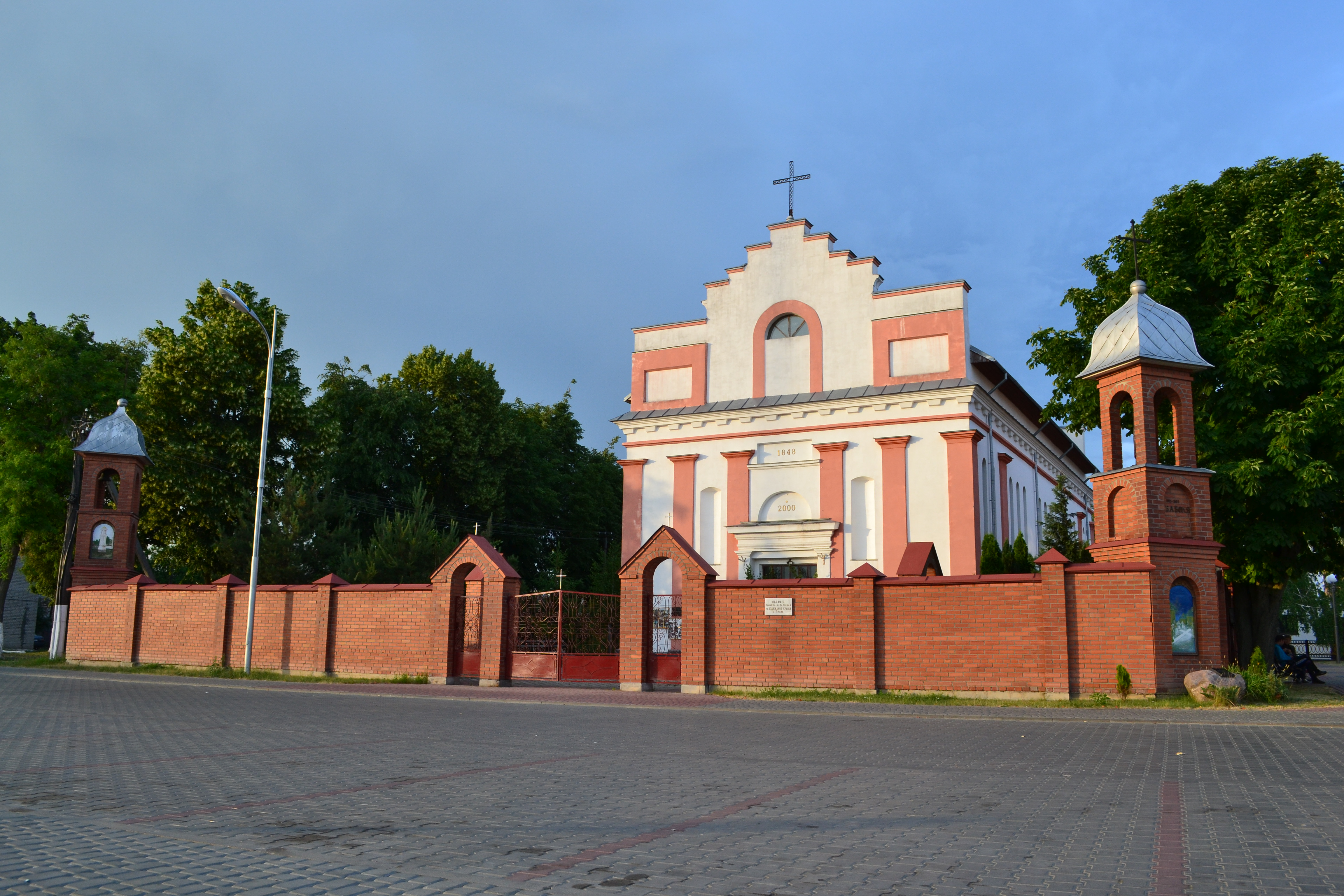
Римо-католицький костел Воздвиження Хреста Господнього
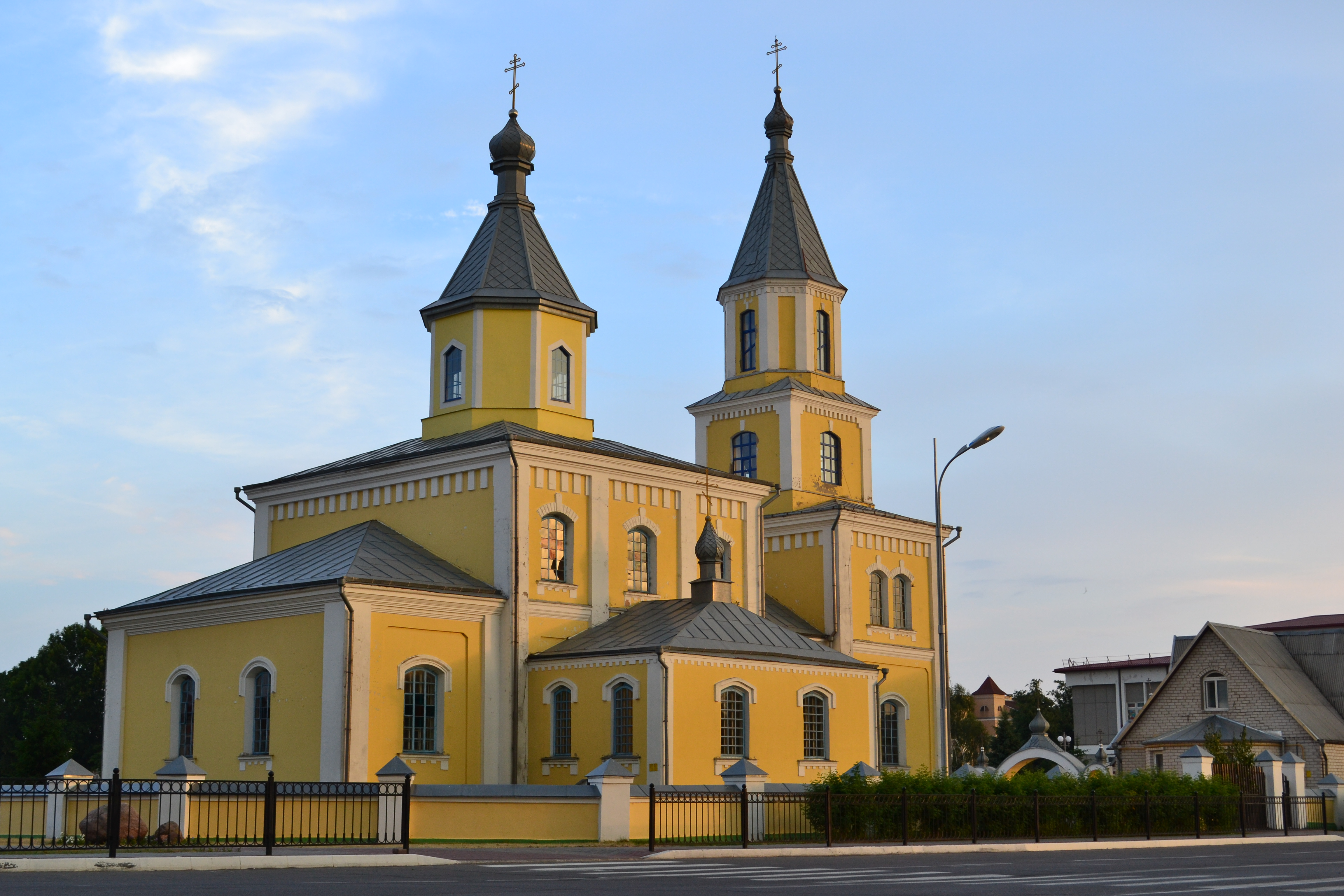
Православна церква Покрови Пресвятої Богородиці
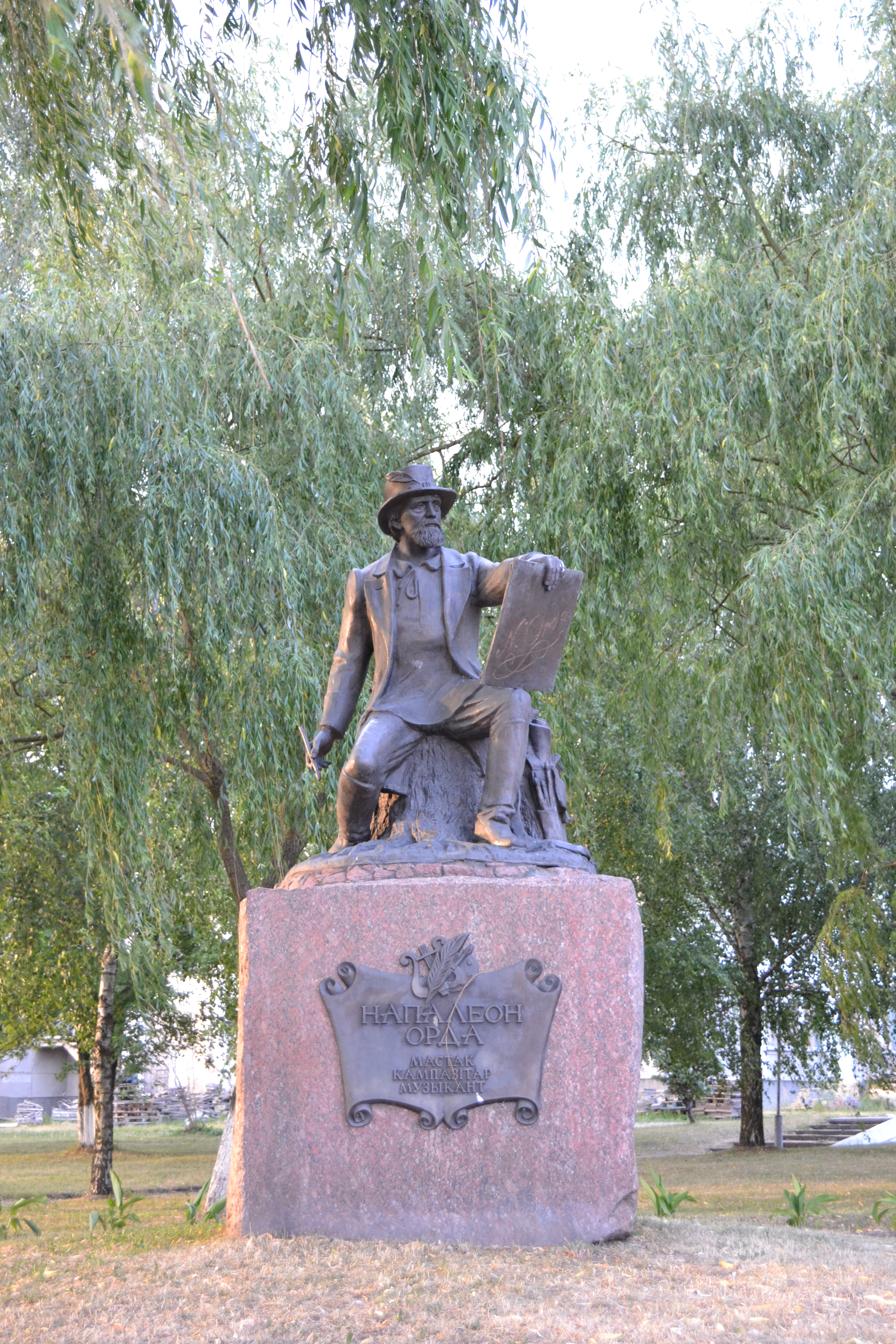
Пам'ятник Наполеону Орді
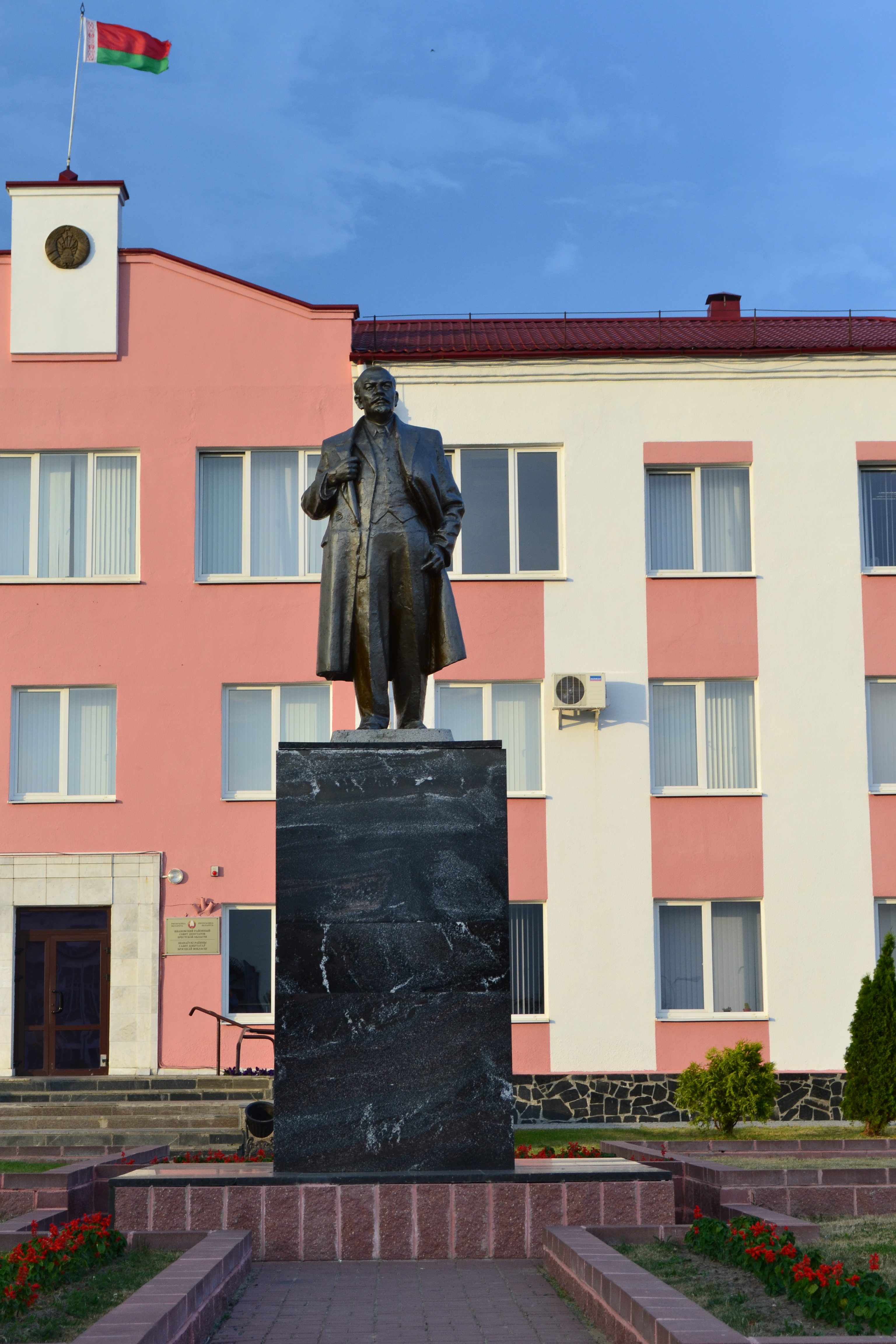
Пам'ятник Леніну